# Widok (Góry Kaczawskie)
Widok (niem. Freuden-Berg) – dwuwierzchołkowy szczyt (616 i 612 m n.p.m.) znajdujący się w Grzbiecie Południowym Gór Kaczawskich, nieznacznie górujący nad Przełęczą Widok, w bocznym grzbiecie ciągnącym się od Łysej Góry przez Widok i Krzyżową po Radostkę. Wznosi się nad Dziwiszowem i Podgórkami. Zbudowany jest ze skał metamorficznych – zieleńców i łupków zieleńcowych, fyllitów, łupków albitowo-serycytowych z grafitem oraz marmurów (wapieni krystalicznych) należących do metamorfiku kaczawskiego. Całe wzniesienie pokryte jest łąkami i polami uprawnymi. Wybitny punkt widokowy na Karkonosze i Kotlinę Jeleniogórską oraz Góry Kaczawskie. Z nazwy wzniesienie często jest mylone z Przełęczą Widok położoną niżej po południowo-wschodniej stronie.